# Консервация (техника)
Консерва́ция — технические и организационное мероприятия для защиты техники от коррозии (при длительном хранении или транспортировании) путем изоляции от внешней среды и замедления окислительных процессов.
Консервация достигается путём покрытия маслами и смазками, ингибиторами (замедлителями атмосферной коррозии), осушением воздуха, применением герметизации и другими средствами и способами.
Правила консервации задаются специальными ГОСТами, например, ГОСТ 27252-87.

## Консервация военной техники
Несколько нетипичным способом консервации являются разработанные в 1947 году «консервы» для вооружения и военной техники, представляющие собой большие ёмкости, в которых помещалось военное имущество для длительного хранения (консервация обеспечивала сохранность находящегося внутри имущества на протяжении не менее пятидесяти лет).